# Demirciler, Mihalgazi
Demirciler là một xã thuộc huyện Mihalgazi, tỉnh Eskişehir, Thổ Nhĩ Kỳ. Dân số thời điểm năm 2011 là 94 người.